# Mandsaur
Mandsaur (en hindi: मंदसौर ) es una localidad de la India, centro administrativo del distrito de Mandsaur en el estado de Madhya Pradesh.

## Geografía
Se encuentra a una altitud de 440 m s. n. m. a 334 km de la capital estatal, Bhopal, en la zona horaria UTC +5:30.

## Demografía
Según estimación 2010 contaba con una población de 135 196 habitantes.